# John Frawley
John Frawley (nacido el 4 de julio de 1965) es un tenista profesional australiano. Su mejor ranking individual fue el Nº35 alcanzado el 25 de enero de 1988.